# Blauwrugpapegaai
De blauwrugpapegaai (Psittinus cyanurus) is een vogel uit de familie Psittaculidae (papegaaien van de Oude Wereld).

## Herkenning
De vogel is 18 cm lang. Het is een betrekkelijk kleine, gedrongen papegaai met een zeer kort staartje. Volwassen mannetjes hebben een blauwe kop en stuit en zijn ook blauw op de borst en buik en hebben een grijze mantel, groene vleugels en staart. De vrouwtjes zijn overwegend groen met een grijsbruine kop en een beetje blauw op de stuit.

## Verspreiding en leefgebied
Deze soort komt voor op het schiereiland Malakka, Sumatra en Borneo en telt twee ondersoorten:
- P. c. cyanurus: van zuidelijk Myanmar en zuidelijk Thailand tot Sumatra en Borneo.
- P. c. pontius: Mentawai-eilanden (nabij noordwestelijk Sumatra).

Het leefgebied bestaat uit bos in droge gebieden, met een voorkeur voor bosranden, open plekken en bos waar binnen gekapt is. Soms ook in mangrovebos en meestal in laagland of heuvelland onder de 700 m boven zeeniveau. Buiten de broedtijd in zwermen tot wel 20 individuen.

## Status
De grootte van de populatie werd in 1998 door BirdLife International geschat op 100 duizend individuen. De populatie-aantallen nemen af door ontbossing waarbij natuurlijk bos wordt omgezet in gebied voor agrarisch gebruik. Om deze redenen staat deze soort als gevoelig op de Rode Lijst van de IUCN. Er gelden beperkingen voor de handel in deze papegaai, want de soort staat in de Bijlage II van het CITES-verdrag.